# مقتل توتشه البيرق
مقتل توتشه البيرق (بالتركية: Tuğçe Albayrak)‏, في الساعات الأولي من 15 نوفمبر 2014 تعرضت الطالبة الألمانية من أصول تركية توتشه البيرق للضرب خارج مطعم ماكدونالدز في مدينة أوفنباخ أم ماين، توتشه كانت مسلمة ولدت لأبويين من أصول تركية وعاشت في غلنهاسن وكانت تدرس لتصبح مدرسة للغة الألمانية والأخلاق في جامعة غيسن.
المهاجم هو وان سانيل ام، ولد عام 1996 في إقليم السنجق جنوب غرب صربيا ويحمل جنسية صربيا والجبل الأسود.أفادت التقارير بأن وان كان لديه سجل إجرامي في ألمانيا من ضمنها تهم سطو وسرقة. وقد اقتيد إلى الحجز وقيل إنه اعترف بمهاجمة البيرق.

## الحادثة
وفقاً لشهود عيان وقعت الحادثة بعد أن تدخلت توتشه لمنع ثلاثة رجال من التحرش بمراهقتين في حمام مطعم ماكدونالدز، أحد هؤلاء الرجال هاجم توتشه خارج المطعم في ساحة أنتظارالمطعم.
نشرت صحيفة بيلد في 1 ديسمبر فيديو من كاميرا مراقبة يظهر الهجوم علي توتشه، قالت الشرطة بأنها لم تسمح بنشر الفيديو وهي تحقق كيف وصل الفيديو للصحيفة، ويظهر شريط الفيديو البيرق واقفة مع مجموعة أشخاص في ساحة الأنتظار، بعد بضع دقائق المهاجم يظهر في الصورة ومن ثم يضرب الفتاة بقوة وتسقط علي الأرض فوراً.
أصيبت البيرق بأصابات بالغة في المخ ودخلت في غيبوبة، أعلن الأطباء وفاتها سريرياً في يوم 26 نوفمبر. قرر والداها إزالة جهاز التنفس الصناعي عنها في يوم عيد ميلادها الثالث والعشرين..

## ردود الأفعال
نشرت الصحف التركية تقارير عن الحادث، نشرت الصحيفة التركية الناطقة بالألمانية صباح أوروبا (Sabah Avrupa) في 16 نوفمبر تقرير عن الحادثة علي لسان إحدي أصدقاء توتشه حيث وصفت الحادثة «الصرب انتظروننا واهانونا مرة أخري.لكننا دافعنا عن أنفسنا واحد منهم صفعني ثم ركض إلي توتشه ولكمها».صحف تركية أخري تقارير تفيد يأن المعاجم صربي ونشرت صورة للمهاجم وهو يبتسم.تاكفيم عنونت صورة المهاجم ب «الجزار الصربي».
انتقدت فرانكفورتر روندشاو الصحف التركية بسبب نشرها عرقية المهاجم، مشيرة أن المهاجم بوسني من إقليم السنجق، وشرطة أوفنباخ قالت أنها ليست لديها أي دليل للخلفية العرقية للمهاجم.
في 27 نوفمبر، نظم المئات احتجاجاً خارج المطعم الذي وقعت فيها الحادثة، تلتها عدد من الوقفات الأحتجاجية في جميع انحاء ألمانيا في 29 نوفمبر وقدر عددهم بالآلاف.
لاعب كرة القدم البوسني السويسري هاريس سيفيروفيتش قدم التحية لتوتشه عن طريق رسالة علي قميصه بعد هدفه في بوروسيا دورتموند في الدوري الألماني المبارة أنتهت 2-0 لصالح فريقه آينتراخت فرانكفورت في 30 نوفمبر.
بعد وفاتها، وقع أكثر من مائة ألف ألماني عريضة تطالب بمنحها وسام الاستحقاق غيابياً. وصف الرئيس الألماني يواخيم غاوك الراحلة بأنها "مثال يحتذى به في الشجاعة إذ أنها تصرفت بشجاعة كبيرة في موقف قد يغض فيه الكثيرون الطرف عما يحدث". وقدم تعازيه لأسرة الطالبة."
شيعت جنازة توتشه وسط مشاركة حكومية وشعبية، بينما وصفتها وسائل الإعلام بالبطلة تارة وبالملاك الحارس تارة أخرى، وكانت وصيتهاهي التبرع بأعضائها، وقال والدها «لقد غادرت الدنيا في زهرة ربيع عمرها، وأرسلت رسالة في حياتها وبعد مماتها».
احتشد آلاف الأشخاص في بلدة فيشترسباخ لتشييع جثمان توتشه حيث تجمع أفراد عائلة توتشه والكثير من أصدقائها في باحة مسجد فيشترباخ لأداء صلاة الميت عليها، وكان رئيس وزراء ولاية هيسن فولكر بوفيير والسفير التركي لدى برلين حسين عوني كارسلي أوغلو من ضمن الحاضرين. وبعد الصلاة توجه المشيعون إلى مقبرة بلدة باد زودن-زالمونستر، وهي البلدة التي ولدت فيها توتشه.
أعرب رجب طيب أردوغان رئيس جمهورية تركيا لوالد توتشه عن حزنه الشديد لوفاتها، مؤكداً وقوف تركيا كدولة إلى جانب عائلة الفتاة، داعياً بالرحمة لها، بالصبر والسلوان لعائلتها.

## ردود الأفعال في الصحف الألمانية
علقت صحيفة بيلد على الجنازة:
«كان نعشها مغطى بقماشة خضراء كتبت عليها آية الكرسي ومن خلفه تسير جموع الناس الباكية والحاملة لصورة توتشه. حضر نحو 1500 من أصدقاء وأقارب ومعارف توتشه لإلقاء نظرة الوداع علي الشابة، التي كانت مثالا للشجاعة والسعادة والرغبة في مساعدة الآخرين. كما تحول اسمها الآن إلى رمز للشجاعة المدنية ووجهها إلى رمز للشباب والقوة. لم ترغب توتشه في غض النظر عندما رأت بعض الرجال يعتدون على فتاتين بالقرب من مرحاض أحد مطاعم ماكدونالدز في مدينة أوفنباخ إذ تدخلت لإيقافهم لتتلقى بعد ذلك ضربة من أحدهم تدخلها في غيبوبة».
تعليق صحيفة باديشه نويسته ناخريشتن:
«وجود شابة ألمانية من أصول تركية تدفع حياتها بشجاعة من أجل الوصول لنظام يحترم كرامة الإنسان في هذا البلد، هو رسالة تلقي الكثير من الضوء على الجدل غير المعلن غالبا بشأن قضية الهجرة والاندماج».
تعليق صحيفة فيست دويتشه ألغماينة تسايتونغ:
«توتشه هي جزء من الآلاف في هذا البلد ممن يكافحون يوميا حتى لا نصاب بالبرود والعمى عند رؤية الأعمال الوحشية والعنف.. وممن يعملون على عودة المشاعر الإنسانية بين البشر، إنهم لا يفعلون هذا ليصبحوا أبطالا بل بشرا».
صحيفة شفيبيشه تسايتونغ:
«الغضب والحزن مشاعر إنسانية وبطبيعة الحال فإن المشاعر تشوش على نظرتنا للأمور لكن هذا لا يجب أن يؤدي إلى إغفال الحقائق العملية وأولها: أن ما حدث في تلك الليلة المشؤومة في أوفينباخ، يتكرر مئات المرات يوميا في ألمانيا. فوقائع الاشتباكات باليد والضرب بين المراهقين والشباب من ضمن الملفات اليومية التي تتعامل معها الشرطة ربما يكون الجاني المحتمل والبالغ من العمر 18 عاما، معتديا شريرا لكنه ليس بوحش فحتى الادعاء العام نفسه لم يتهمه بالقتل العمد. أما الحقيقة الثانية فهي أن هناك مبالغة بشأن ما يقال عن نقص الشجاعة المدنية في ألمانيا فمعظم الناس وخاصة الشباب منهم، لا يغضون الطرف عندما يشهدون وقائع عنف أو احتياجا للمساعدة».

## وصلات خارجية
تقرير قناة الجزيرة عن مقتلها
العريضة المقدمة للرئيس الألماني
تقرير قناة يورونيوز العربية عن مقتلها